# Erich Martin Sääf
Erich Martin Sääf (* 20. März 1803 in Bielitz/Schlesien; † 16. Mai 1880 in Scharten) war ab 1830 evangelischer Pfarrer von Scharten und ab 1857 der vierte Superintendent der evangelischen Superintendentur A. B. Oberösterreich, welche sich damals über die Kronländer Oberösterreich, Salzburg und Tirol erstreckte. Im Jahr 1873 wurde er durch Kaiser Franz Joseph I. in den erblichen Adelsstand erhoben und ist daher auch als Erich Martin Ritter Sääf von Norden oder Erich Martin Sääf, Ritter von Norden bekannt.

## Leben
Erich Martin Sääf wurde 1803 in Bielitz geboren. Er entstammt einer aus Schweden nach Schlesien übersiedelten Färberfamilie. Er besuchte das Gymnasium in Västeras und studierte Theologie in Uppsala. Von 1825 bis 1828 studierte er in Wien. Nach einem Vikariat in Brünn wurde er im Februar 1830 evangelischer Pfarrer an der Evangelischen Toleranzkirche Scharten. Am 2. Jänner 1857 wurde Erich Martin zum (vierten) Superintendenten von Oberösterreich ernannt. Er folgte in dieser Funktion dem 1856 verstorbenen (dritten) Superintendenten Johann Theodor Wehrenfennig.
In seine Amtszeit fällt die gesetzliche Neuregelung der evangelischen Kirchen durch das Protestantenpatent vom 8. April 1861 (RGBl. 41/1861). Das Protestantenpatent ersetzte das von Kaiser Joseph II. erlassene Toleranzpatent von 1781. Dadurch wurde zum Beispiel das Verbot von Kirchtürmen bei evangelischen Sakralbauten aufgehoben.
Ein weiteres Gesetz, das in seiner Dienstzeit Wirkung entfaltete, war das Schulgesetz („Reichvolksschulgesetz“) von 1869. Durch das neue Schulgesetz kam es zur Auflösung vieler evangelischer Schulen. Erich Martin Sääf, Ritter von Norden verstarb am 16. Mai 1880 in Scharten.

## Auszeichnung
Im Jahr 1873 wurde Erich Martin Sääf durch Kaiser Franz Joseph I. der Orden der Eisernen Krone III. Klasse verliehen. Mit der Ordensverleihung war die Erhebung in den erblichen Adelsstand verbunden. Unter Bedachtnahme auf seine schwedische Herkunft wählte er das Adelsprädikat „Ritter von Norden“. Er war von den oberösterreichischen Superintendenten der einzige, welcher geadelt wurde.